# Synagoga w Mysłowicach-Brzezince
Synagoga w Mysłowicach-Brzezince – synagoga z 2. połowy XIX wieku w Mysłowicach-Brzezince.
Synagoga została zbudowana w latach 1910-1911. W 1922 roku po rozwiązaniu tutejszej filii gminy żydowskiej synagoga została sprzedana i przestała pełnić funkcje sakralne. Początkowo odbywały się w niej zebrania powstańców śląskich, następnie została adaptowana na dom mieszkalny. Obecnie (stan na 2018) znajduje się w niej sklep z odzieżą używaną, wcześniej mieściła m.in. zakład fryzjerski.
Murowany budynek synagogi wzniesiono na planie prostokąta. Wewnątrz w zachodniej części znajdował się przedsionek, z którego wschodziło się do obszernej głównej sali modlitewnej. Obecnie częściowo zachował się jej wystrój zewnętrzny, w tym ozdobny szczyt fasady głównej. Około 2017 roku elewacja budynku została wyremontowana i ocieplona.
Budynek został ujęty w gminnej ewidencji zabytków Mysłowic jako „dom mieszkalny”.